# NGC 696
NGC 696 je galaksija u zviježđu Kemijska peć.

## Vanjske poveznice
- SEDS: NGC 0696